# Labops sahlbergii
Labops sahlbergii är en insektsart som först beskrevs av Carl Fredrik Fallén 1829.  Labops sahlbergii ingår i släktet Labops och familjen ängsskinnbaggar. Arten är reproducerande i Sverige. Inga underarter finns listade i Catalogue of Life.